# Arouquesa

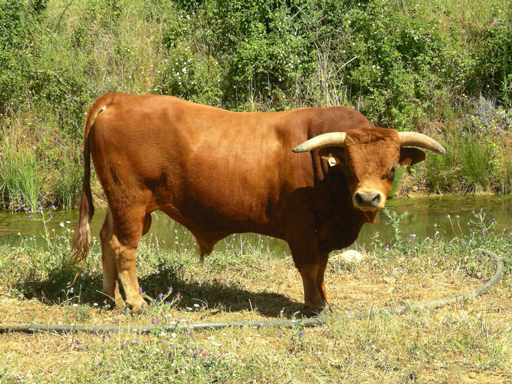
Arouquesa-Stier

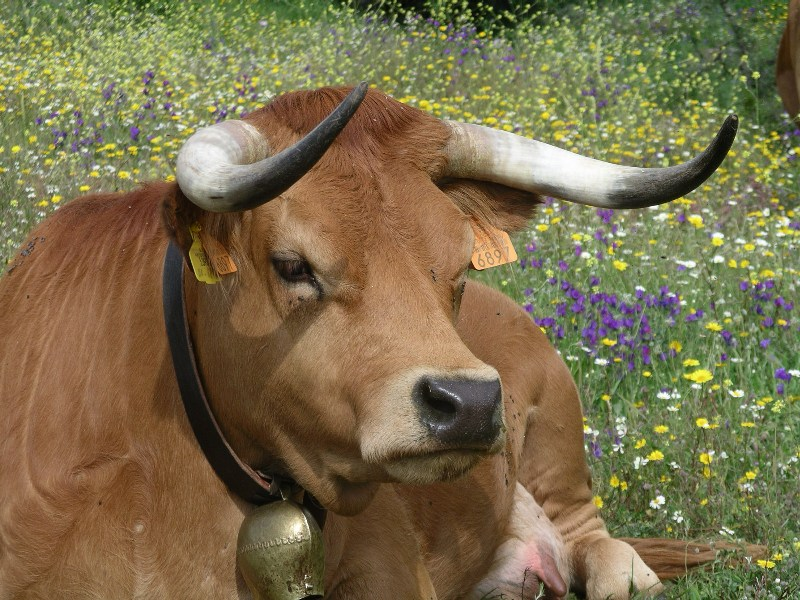
Arouquesa-Kuh

Arouquesa ist eine Rinderrasse aus Portugal.

## Beschreibung
Die Widerristhöhe der Kühe beträgt ca. 123 cm, die der Bullen ca. 134 cm, die Rinder der Rasse Arouquesa sind damit kleine Tiere. Die Kühe erreichen ein Gewicht von 360 bis 430 kg, die Stiere werden mit 700–900 kg deutlich schwerer. Die Fellfarbe ist hellbraun, wobei die männlich Tiere dunkler werden können. Schleimhäute und Klauen sind dunkel gefärbt. Die ausladenden Hörner sollen sich nach vorne richten, erst nach unten, dann nach oben weisend.

## Eigenschaften
Arouquesas sind sehr langlebig, 16–18 Kälber sind keine Seltenheit. Gelegentlich werden die Kühe gemolken, meist jedoch wird Mutterkuhhaltung praktiziert. Die Tiere sind sehr umgänglich, aber trotzdem lebhaft.
Durch ihre muskulöse Hinterhand sind Arouquesas sehr gebirgstauglich und werden z. T. heute noch als Zugtiere verwendet. Im letzten Jahrhundert wurden häufig Ochsen des Fleisches wegen nach England exportiert. 1902 gewann Arouquesa-Fleisch in Paris die höchste Auszeichnung.
Das fein marmorierte Fleisch wird heute hauptsächlich in Portugal geschätzt. Dort gelten die Tiere als eine der besten einheimischen Rassen zur Fleischerzeugung. Bei Erfüllung der in der Produktspezifikation genannten Kriterien darf das Fleisch seit 1996 mit der geschützten Ursprungsbezeichnung Carne Arouquesa vermarktet werden.

## Verbreitung
Das Zuchtgebiet beschränkt sich fast ausschließlich auf die nordportugiesischen Distrikte Viseu, Aveiro, Porto und Braga.